# Chroom(VI)oxide
Chroom(VI)oxide of chroomtrioxide (CrO3) is een hexavalent (zeswaardig) oxide van chroom en de watervrije vorm of anhydride van chroomzuur (in de praktijk worden de twee namen vaak door elkaar gebruikt). Het is een donkerrode vaste stof, die goed oplost in water en daarin een sterk zuur vormt; de pH van een oplossing van 1% CrO3 in water bedraagt ongeveer 1.
Met chroom-6-verbindingen, veelal in de maatschappij "chroom-6" genoemd, worden hexavalente chroomverbindingen bedoeld. Chroomtrioxide is daar één van.
Chroomtrioxide is, net als andere verbindingen van hexavalent chroom, een zeer giftige, kankerverwekkende en milieugevaarlijke stof.

## Synthese
De grondstof voor chroom(VI)oxide en andere zeswaardige chroomverbindingen is het chroomerts chromiet. Door alkalische extractie bij hoge temperatuur verkrijgt men hieruit natriumchromaat (Na2CrO4), dat omgezet wordt tot natriumdichromaat (Na2Cr2O7); dit is het uitgangsproduct voor de andere chroom(VI)verbindingen.
Chroomtrioxide wordt verkregen door natriumdichromaat te reageren met zwavelzuur:
{\displaystyle {\ce {Na2Cr2O7 + H2SO4 -> 2CrO3 + Na2SO4 + H2O}}}
De reactie kan gebeuren in oplossing, of watervrij in gesmolten toestand.
De wereldproductiecapaciteit van chroomtrioxide in de periode rond 2002 werd geschat op 184.000 ton per jaar. De gebruikte hoeveelheid in de Europese Unie werd geschat op 17.000 ton per jaar.

## Toepassingen[1]
De belangrijkste toepassingsgebieden van chroomtrioxide zijn: de oppervlaktebehandeling van metalen, houtconserveermiddelen en de productie van chroom(IV)oxide (CrO2).

### Behandeling van metalen
Het belangrijkste proces is elektroplating met chroom. Bij elektroplating wordt een laagje van een metaal, in dit geval chroom, op een voorwerp afgezet door middel van een elektrochemisch proces. Het te bedekken voorwerp is hierbij de kathode, die wordt geplaatst in een bad met daarin een oplossing van zouten van het metaal dat men wil afzetten. Er zijn hiervoor veel verschillende producten op de markt, waarvan de juiste samenstelling meestal een bedrijfsgeheim is. Chroomtrioxide is daarbij wel de meest gebruikte chroom(VI)verbinding.
Andere metaalbehandelingen waarvoor chroomtrioxide kan gebruikt worden, zijn o.a. het anodiseren van aluminium en het passiveren van metalen voorwerpen, om de corrosiebestendigheid te vergroten.

### Producten voor houtconservering
Deze producten worden gemaakt door koper(II)oxide, chroom(VI)oxide, arseenzuur en nikkel(II)sulfaat in oplossing te mengen. Er wordt zo een complex mengsel van koperchromaten en arsenaten gevormd. Chroom dient hierbij als fixeermiddel, zodat de toxische elementen koper en arseen, die de groei van schadelijke organismen op het hout moeten verhinderen, permanent op de lignine van het hout gehecht blijven. Het te behandelen hout wordt in een vat onder druk in een oplossing van het conserveermiddel geplaatst gedurende één uur of meer. Tijdens de behandeling wordt het zeswaardig chroom deels omgezet tot driewaardig chroom. Een Duits onderzoek uit 2011 schat dat 25% van het chroom gedurende de levensloop van het hout uitloogt en in het milieu terechtkomt.
Het gebruik van chroom(VI)oxide in houtconserveermiddelen is in de Europese Unie toegestaan. Sinds 1 september 2006 staat chroom(VI)oxide niet meer geregistreerd als biocide, maar enkel als fixeermiddel. Dat heeft tot gevolg dat het gebruik van chroom(VI)oxide in hout niet meer onder toezicht staat van het CTGB.
Zo is deze stof veel te vinden in speeltoestellen voor kinderen, picknicktafels, schuttingen en andere tuinmaterialen als palen.

### Productie van chroom(IV)oxide
Chroom(IV)oxide (CrO2) wordt geproduceerd door chroom(VI)oxide te reageren met chroom(III)oxide (Cr2O3) in een autoclaaf bij hoge druk en temperatuur. Chroom(IV)oxide wordt gebruikt voor magnetische audio- en videobanden van hoge kwaliteit; het heeft een betere frequentierespons dan ijzer(III)oxide. Deze toepassing heeft sterk aan belang ingeboet sedert de invoering van beschrijfbare cd's en dvd's.

### Andere
Chroomtrioxide wordt ook nog gebruikt voor de productie van andere chroomverbindingen als:
- ammoniumdichromaat (reactie van chroomtrioxide in oplossing met vloeibaar ammoniak)
- kaliumdichromaat (reactie van chroomtrioxide en kaliumhydroxide in oplossing), of als oxidans (oxidatiemiddel) in sommige chemische reacties

## Toxicologie en veiligheid
Chroomtrioxide is een sterk oxiderende stof, die in contact met brandbare stoffen brand of explosie kan veroorzaken. Bij verhitting ontleedt het in chroom(III)oxide en zuurstofgas.
Chroomtrioxide en andere chroom(VI)verbindingen zijn zeer toxisch in waterig milieu.
De stof is corrosief voor de ogen, de huid, de ademhalingswegen en bij ingestie (inname langs de mond). Herhaalde of langdurige blootstelling kan de huid overgevoelig maken, astma veroorzaken en tot beschadiging van de nieren leiden.
Chroomtrioxide is kankerverwekkend bij inademing; er is geen drempelwaarde. Het is ook mutageen (kan erfelijke genetische schade toebrengen aan bepaalde cellen) en mogelijk toxisch voor de voortplanting of de vruchtbaarheid. In 2014 en daarna werd duidelijk dat in Nederland defensiemedewerkers tot het einde van de 20ste eeuw onbeschermd gewerkt hebben met verf waarin chroom(VI)oxide verwerkt was.

### Nederlandse Spoorwegen
Tussen 2004 en 2012 hebben ruim 800 mensen met een uitkering gewerkt op NS-Werkplaats in Tilburg namens het re-integratiebedrijf tROM. Zij moesten onder andere verf van museumtreinen afschuren. In 2016 bleek dat hierbij mogelijk grote hoeveelheden van de kankerverwekkende stof chroom-6 zijn vrijgekomen. Het Rijksinstituut voor Volksgezondheid en Milieu (RIVM) deed onderzoek naar de gezondheidsrisico's die bij de arbeidsre-integratie zouden zijn gelopen. De onderzoeksresultaten zijn anno november 2018 nog niet bekend. De gemeente Tilburg betaalt de betrokken werkenden als voorlopige tegemoetkoming voor de jaren 2016, 2017 en 2018 het eigen risico van de ziektekostenverzekering plus een extra vergoeding van €500. Een groep ex-tewerkgestelden heeft Nedtrain en de Gemeente Tilburg voor de rechter gedaagd, ze eisen een vergoeding van minimaal €8000 per persoon.

### Chroom(VI)-schandaal, Ministerie van Defensie (Nederland)
Dat Defensie al langer de gevaren van het kankerverwekkende chroom(VI) in door haar gebruikte verf kende, was bekend, maar in 2018 werd publiek bekend dat Defensie onder meer een proces-verbaal van de Arbeidsinspectie genegeerd had. Vanaf 1990 was met zorgen van medewerkers niets gedaan. Defensie had in dat jaar op zich genomen Amerikaanse gevechtsvliegtuigen over te schilderen tijdens de Golfoorlog, maar met serieuze waarschuwingen van en de aanbieding van speciale maskers door het Amerikaanse leger werd niets gedaan. Dat meldde Follow the Money op basis van het RIVM-rapport dat op 4 juni 2018 verscheen. De Tweede Kamer heeft een hoorzitting gehouden waarop verhalen van slachtoffers en naaste familieleden over de ziekmakende gevolgen van werken met en blootstelling aan "Chroom 6" te horen waren. Slachtoffers zouden schadevergoeding krijgen. Het ministerie had eerder gesteld dat zij niet zonder deze verf kon om haar vliegtuigen afdoende tegen corrosie te beschermen.

### België
In 2018 werd de Belgische NMBS gerechtelijk vervolgd voor onopzettelijke slagen en verwondingen en het niet nemen van gepaste preventiemaatregelen in verband met zeswaardig chroom. Meer bepaald zouden tientallen werknemers van het bedrijf van 2014 tot 2016 zijn blootgesteld aan de stof op de NMBS-werkplaats in Gentbrugge. Zij waren bezig met het ontmantelen van treinstellen die met chroomhoudende verf waren beschilderd. In juni 2020 deed de rechtbank uitspraak: de NMBS werd schuldig bevonden aan alle tenlasteleggingen en werd veroordeeld tot een boete van 210.000 euro.
Ook het Belgisch Leger blijft coatings op basis van zeswaardig chroom gebruiken voor hun vliegtuigen.